# Weuthenmühle
Die Weuthenmühle ist eine an der Nette gelegene Wassermühle in Viersen-Boisheim mit einem unterschlächtigen Wasserrad.

## Geographie
Die Weuthenmühle steht an der Nette südlich von Boisheim. Die Nette liegt hier ca. 51 m über NN.
Pflege und Unterhaltung der Nette obliegen dem Netteverband.

## Geschichte
Die Weuthenmühle wurde ursprünglich auch Boisheimer Mühle genannt. Sie wurde 1662 von Phillip Wilhelm zu Boisheim beim Boisheimer Weiher erbaut. So steht es im Rentenbuch des Amtes Brüggen von 1725. Die Baukosten betrugen 505 Gulden 32 Albus und 11 Heller.
An gleicher Stelle hat vermutlich schon vorher eine Mühle gestanden; in einem Schöffenweistum aus den 14./15. Jh. lag die Grenze des Holzgedings „zu Boisheim onder dat muelen raet“.
Im Jahre 1715 fiel das Erbpachtrecht an die Gladbacher Benediktiner, die es dann 1802 in der Säkularisation verloren. 1870 erhielt die Mühle eine kleine Dampfmaschine von 6 PS, weil das Wasser nicht für den täglichen Betrieb ausreichte. Um 1960 wurde die Mühle stillgelegt. Die mächtigen Steine vom Kollergang erinnern noch an die einstige Ölmühle.

## Galerie

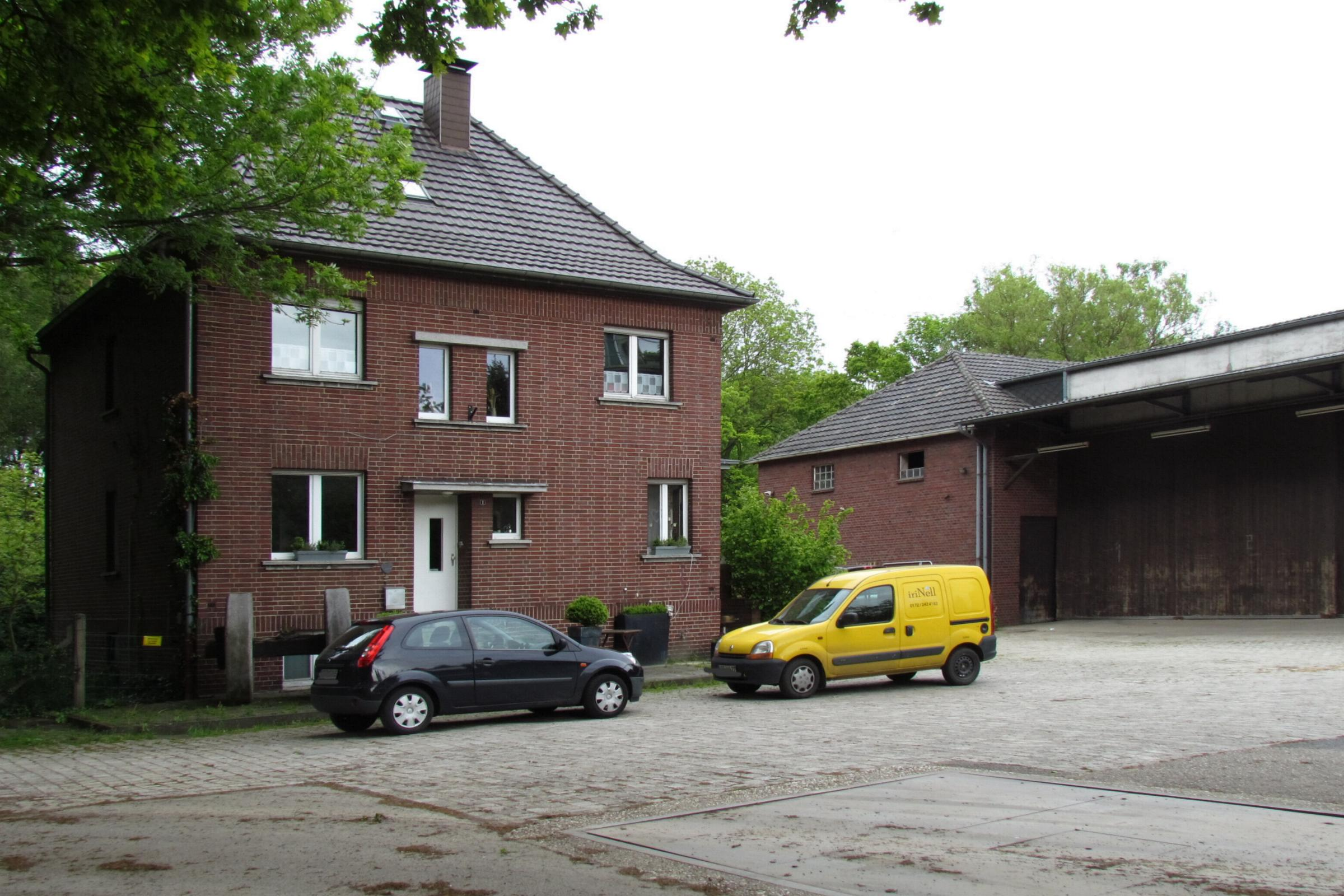
Wohnhaus der Weuthenmühle
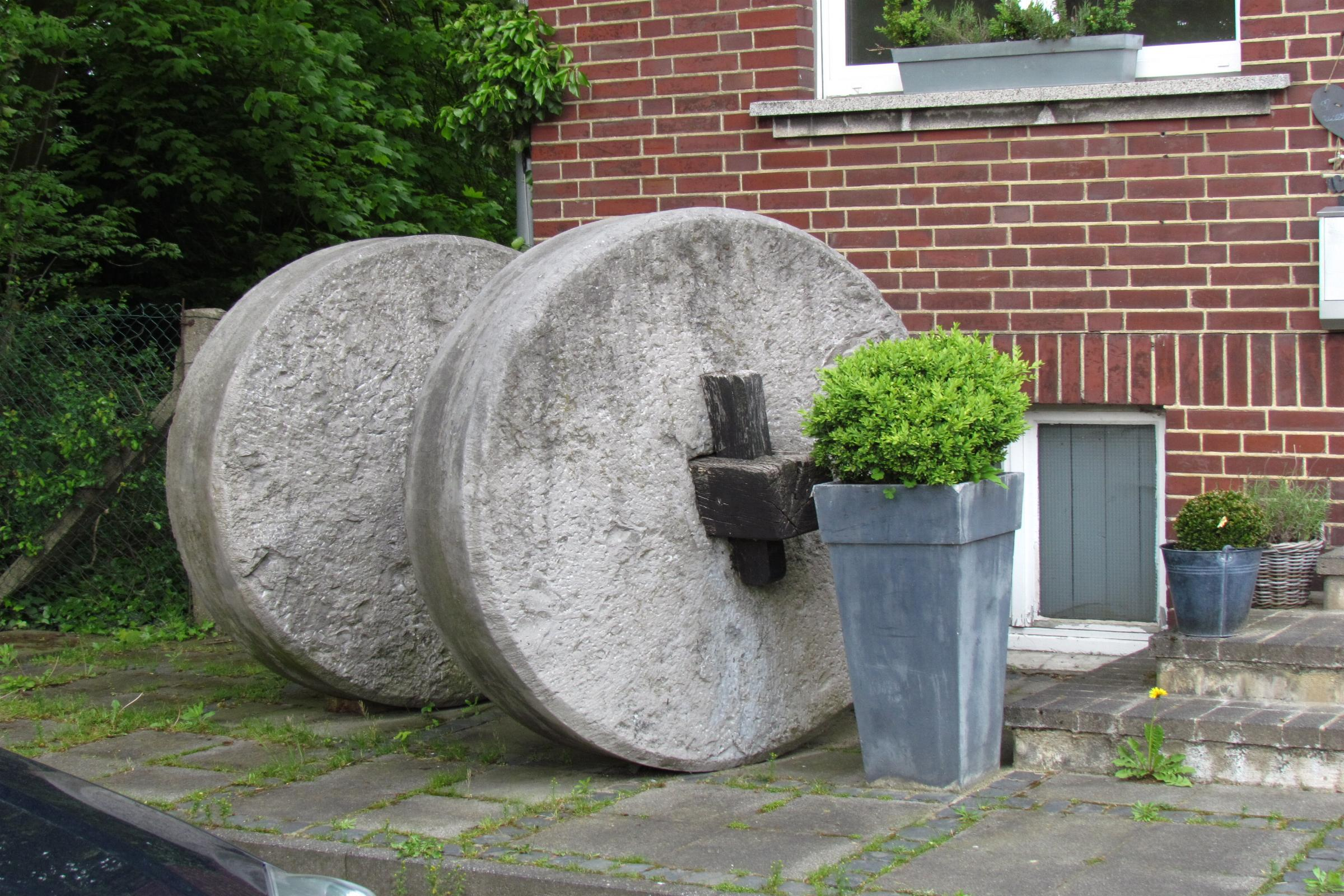
Ein Kollergang als Hausdekor
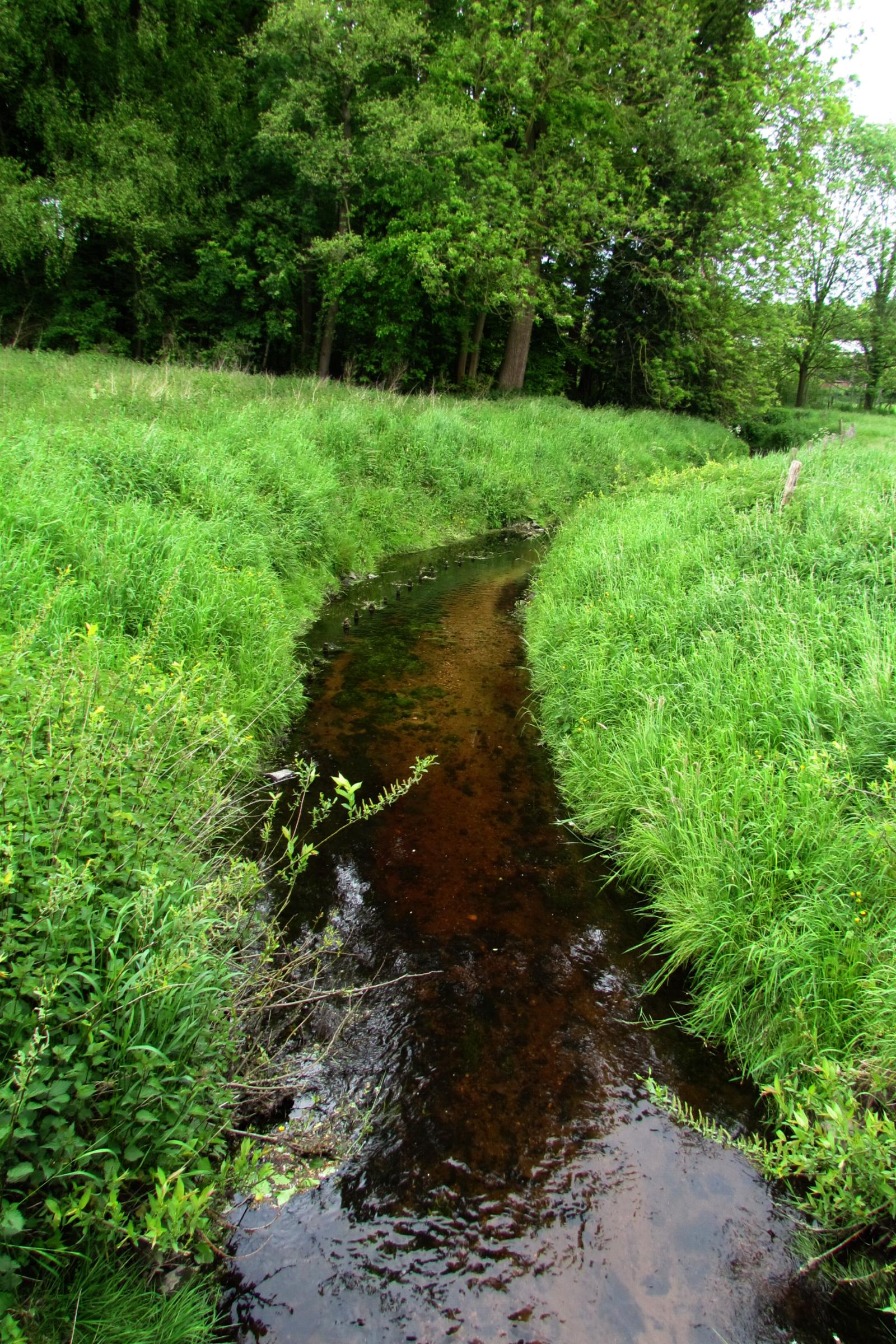
Die Nette an der Weuthenmühle
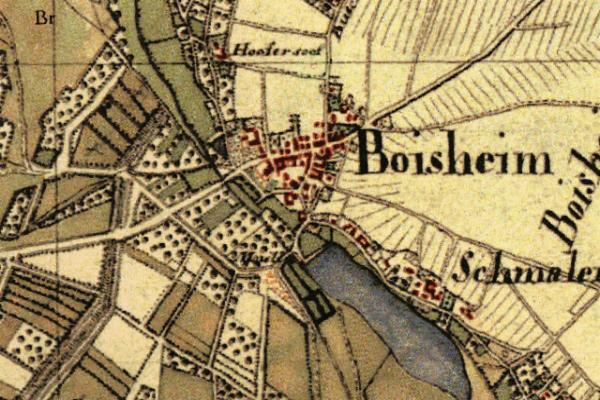
Tranchotkarte Nr. 41 1804/05